# Rugby en los Juegos del Pacífico Sur 1983
El Rugby en los Juegos del Pacífico Sur 1983 se disputó en Fiyi, participaron 11 selecciones de Oceania.

## Participantes
- Fiyi
- Islas Cook
- Islas Salomón
- Niue
- Nueva Caledonia
- Papúa Nueva Guinea
- Samoa
- Samoa Americana
- Tahití
- Tonga
- Tokelau

## Fase final

### Semifinales
| Septiembre 1983 | Fiyi | 38 - 10 | Tonga |  |  |

| Septiembre 1983 | Samoa | Ganó Samoa | Nueva Caledonia |  |  |

### Medalla de bronce
| Septiembre 1983 | Tonga | 70 - 0 | Nueva Caledonia |  |  |

### Medalla de oro
| Septiembre 1983 | Fiyi | 18 - 10 | Samoa |  |  |